# John Hanson (cầu thủ bóng đá Anh)
John Hanson (sinh ngày 3 tháng 12 năm 1962 ở Bradford, Anh) là một cựu cầu thủ bóng đá người Anh.
Ông từng thi đấu cho Bradford City và Scarborough.
Hiện tại ông sinh sống ở Christchurch, New Zealand.